# Байкалска жълтоперка
Байкалските жълтоперки (Cottocomephorus grewingkii) са вид актиноптери от семейство Главочови (Cottidae).
Те са незастрашен вид.
Таксонът е описан за пръв път от Бенедикт Дибовски през 1874 година.